# Marius Popa
Marius Cornel Popa (* 31. Juli 1978 in Oradea, Kreis Bihor) ist ein ehemaliger rumänischer Fußballtorhüter. Er bestritt insgesamt 210 Spiele in der rumänischen Liga 1.

## Karriere

### Verein
Popas Karriere startete in seiner Heimat beim FC Bihor Oradea. Seit der Saison 1997/98 gehörte er dort zum Profikader. Drei Jahre später entschied er sich für einen Wechsel zu FC Național Bukarest in die Divizia A. Dort gehörte er zuerst zum Kader der Reservemannschaft oder war nur Ergänzungsspieler in der 1. Mannschaft. 2003 gelang ihm der Durchbruch und er wurde Stammkeeper der Banker. In der Winterpause 2004/05 erfolgte ein Wechsel zu FCU Politehnica Timișoara. Ihm folgten zur gleichen Zeit sein Trainer in Bukarest, Cosmin Olăroiu, sowie seine Teamkameraden Gabriel Cânu, Gabriel Caramarin und Gigel Coman.
In Timișoara war er zunächst die unumstrittene Nummer 1. Im Finale um den rumänischen Pokal gegen Rapid Bukarest konnte er auf Grund einer Verletzung und Formschwäche nicht auflaufen. Damals wurde er von Costel Pantilimon vertreten. Doch auch dieser zeigte keine konstante Leistung, so dass Popa schnell wieder ins Tor der Poli zurückkehrte.
Nachdem Popa zu Beginn der Saison 2008/09 von Pantilimon als Stammtorwart abgelöst wurde, kam er nicht mehr zum Einsatz und wechselte am Saisonende zum Aufsteiger Internațional Curtea de Argeș. Als seinem neuen Verein ein Jahr später die Lizenz entzogen wurde, wechselte er zu Beginn der Saison 2010/11 zum Ligakonkurrenten Pandurii Târgu Jiu. Nach einem halben Jahr zog er zu Universitatea Cluj weiter. Dort beendete er im Jahr 2012 seine aktive Laufbahn.

### Nationalmannschaft
Obwohl Popa schon früh gute Leistungen in der Liga 1 zeigte, musste er lange bis auf seinen Einsatz für die rumänische Fußballnationalmannschaft warten. Anfang 2008 durfte er dann das erste Mal für sein Land zwischen den Pfosten stehen. Im Spiel gegen Russland gab er sein Debüt. Für die Fußball-Europameisterschaft 2008 in der Schweiz und Österreich wurde er von Nationaltrainer Victor Pițurcă nominiert, kam aber danach auf keine Einsätze mehr.